# Centrum voor Academische en Vrijzinnige Archieven
Le Centrum voor Academische en Vrijzinnige Archieven (CAVA) est un centre d’archives. Il récolte, administre, étudie et offre accès au patrimoine matériel et immatériel de la laïcité organisée flamande et de la Vrije Universiteit Brussel (VUB). 
Le CAVA est né d’un partenariat entre le Centrum voor Vrijzinnig Humanistisch Erfgoed et les archives de la Vrije Universiteit Brussel. Son siège est situé dans la VUB. Il abrite les archives des organisations, associations et militants laïcs comme celles de l’Unie Vrijzinnige Verenigingen et de l’Humanistisch-Vrijzinnige Vereniging ; les archives d’associations étudiantes comme la Brussels Studentengenootschap et le Studiekring Vrij Onderzoek ; ainsi que les archives de la VUB. Le centre organise en outre des expositions, des débats, entre autres sur des thèmes en rapport avec le patrimoine entretenu par le CAVA.
Depuis sa fondation, en 2012, le CAVA est sous la direction du professeur Frank Scheelings.